# Cesare Formichi
Cesare Formichi (Roma, 15 aprile 1883 – Roma, 21 luglio 1949) è stato un baritono italiano.

## Biografia
Baritono dalla voce ben timbrata, potente e dai colori bruniti, scura nei centri, studiò a Roma con il maestro Pio Di Pietro e a Firenze con Vincenzo Lombardi e scuola di recitazione con Luigi Rasi. Debuttò nel 1907 nel ruolo di Lescaut in Manon Lescaut al Teatro Olímpia di Bologna. 
Nel 1909 cantò al Teatro Gaetano Donizetti di Bergamo come Vincenzo Gellner ne La Wally diretto da Vittorio Gui con Juanita Caracciolo. 
Nel 1910 debuttò nel ruolo di Rodrigo nel Don Carlo al Teatro Grande di Brescia. 
Nel 1912 cantò al Teatro Lirico di Milano nel successo dell'opera La Dubarry nel ruolo di Zamor con Edoardo Garbin. 
Successivamente proseguì la sua carriera nei teatri di provincia italiani, senza riscuotere particolari successi di critica e di pubblico.
Ma la sua presenza artistica in Italia fu piuttosto breve: infatti, a partire dal 1921 il baritono romano conobbe grande successo e notorietà presso alcuni importanti teatri internazionali, soprattutto del Nord America e in particolare al Lyric Opera di Chicago, dove venne scritturato dal 1922 al 1932. 
Nel 1929 è Amonasro in Aida diretto da Giorgio Polacco con Rosa Raisa per l'inaugurazione del Civic Opera House di Chicago.
In Italia le sue apparizioni furono sempre molto rare e così rimase di fatto poco conosciuto. 
Al Teatro Regio di Parma nel 1922 è Wotan ne La Valchiria con Carmen Melis.
Nel 1933 al Teatro La Fenice di Venezia è Federico di Telramondo in Lohengrin (opera) con Maria Caniglia e Giovanni Voyer ed al Palais Garnier di Parigi con Gina Cigna.
Nel 1934 al Grand Théâtre de Monte Carlo diretto da Paul Paray è Scarpia in Tosca (opera) con Gilda Dalla Rizza, José Luccioni e Giuseppe Modesti e Michonnet in Adriana Lecouvreur (opera) con la Dalla Rizza ed al Teatro San Carlo di Napoli Il principe Igor' con Fëdor Šaljapin.
Nel 1935 con una rappresentativa del Teatro alla Scala di Milano partecipò a una serie di opere eseguite in alcuni teatri di Francia.
Il suo repertorio era piuttosto ampio e spaziava dal primo Romanticismo all'opera verista, includendo anche il repertorio wagneriano eseguito in lingua italiana. Nella seconda parte della sua carriera cantò anche in alcune opere di compositori contemporanei, come Franco Alfano, Italo Montemezzi, Ezio Camussi. Formichi fu particolarmente apprezzato dalla critica e dal pubblico nei ruoli di Escamillo, Jago e Scarpia.
Tra il 1912 e il 1924 incise una serie di registrazioni acustiche ed elettriche di arie d'opera e della prima versione completa di Rigoletto (1916), effettuate con la Columbia Gramophone Company, alcune di queste oggi sono rimasterizzate in CD. L'ultima sua apparizione sulle scena avvenne al Teatro San Carlo di Napoli il 28 dicembre 1948 nel ruolo di Gasparo ne Il franco cacciatore.

## Repertorio
- Vincenzo Bellini
  - I puritani (Riccardo)
- Gaetano Donizetti
  - Lucia di Lammermoor (Enrico Ashton)
  - Poliuto (Severo)
- Giuseppe Verdi
  - La traviata (Giorgio Germont)
  - Rigoletto (Rigoletto)
  - Il trovatore (Il Conte di Luna)
  - Aida (Amonasro)
  - Ernani (Carlo)
  - Un ballo in maschera (Renato)
  - La forza del destino (Don Carlo di Vargas)
  - Don Carlo (Rodrigo)
  - Otello (Jago)
  - Falstaff (Falstaff)
- Carl Maria von Weber
  - Il franco cacciatore (Gasparo)
- Amilcare Ponchielli
  - La Gioconda (Barnaba)
- Umberto Giordano
  - Andrea Chénier (Gérard)
  - La cena delle beffe (Neri)
- Francesco Cilea
  - Adriana Lecouvreur (Michonnet)
- Richard Wagner
  - Parsifal (Klingsor)
  - Tannhäuser (Wolfam)
  - La Valchiria (Wotan)
  - Lohengrin (Federico di Telramondo)
  - Il crepuscolo degli dei (Gunther)
  - Tristano e Isotta (Kurvenaldo)
- Charles Gounod
  - Faust (Valentine)
- Jules Massenet
  - Thaïs (Athanael)
  - Le jongleur de Notre-Dame (Boniface)
- Hector Berlioz
  - La damnation de Faust (Méphistophélès)
- Camille Saint-Saëns
  - Sansone e Dalila (Gran Sacerdote)
- Giacomo Puccini
  - Tosca (Scarpia)
  - Manon Lescaut (Lescaut)
  - La bohème (Marcello)
  - La fanciulla del West (Rance)
- Ruggero Leoncavallo
  - Pagliacci (Silvio)
- Alfredo Catalani
  - La Wally (Gellner)
- Aleksandr Porfir'evič Borodin
  - Il principe Igor (Igor)
- Ezio Camussi
  - La Dubarry (Zamor)
- Romano Romani
  - Fedra (Teseo)
- Arthur Honegger
  - Giuditta (Oloferne)
- Italo Montemezzi
  - L'amore dei tre re (Manfredo)
- Franco Alfano
  - Risurrezione (Simonson)